# Jáchym II. Hektor Braniborský
Jáchym II. Hektor Braniborský (13. ledna 1505, Kölln – 3. ledna 1571, Köpenick) byl braniborský kurfiřt z dynastie Hohenzollernů. Narodil se jako nejstarší syn kurfiřta Jáchyma I. Nestora a jeho manželky Alžběty Dánské. Cognomen Hektor získal po trojském princi a válečníkovi za své kvality a zdatnost.

## Život

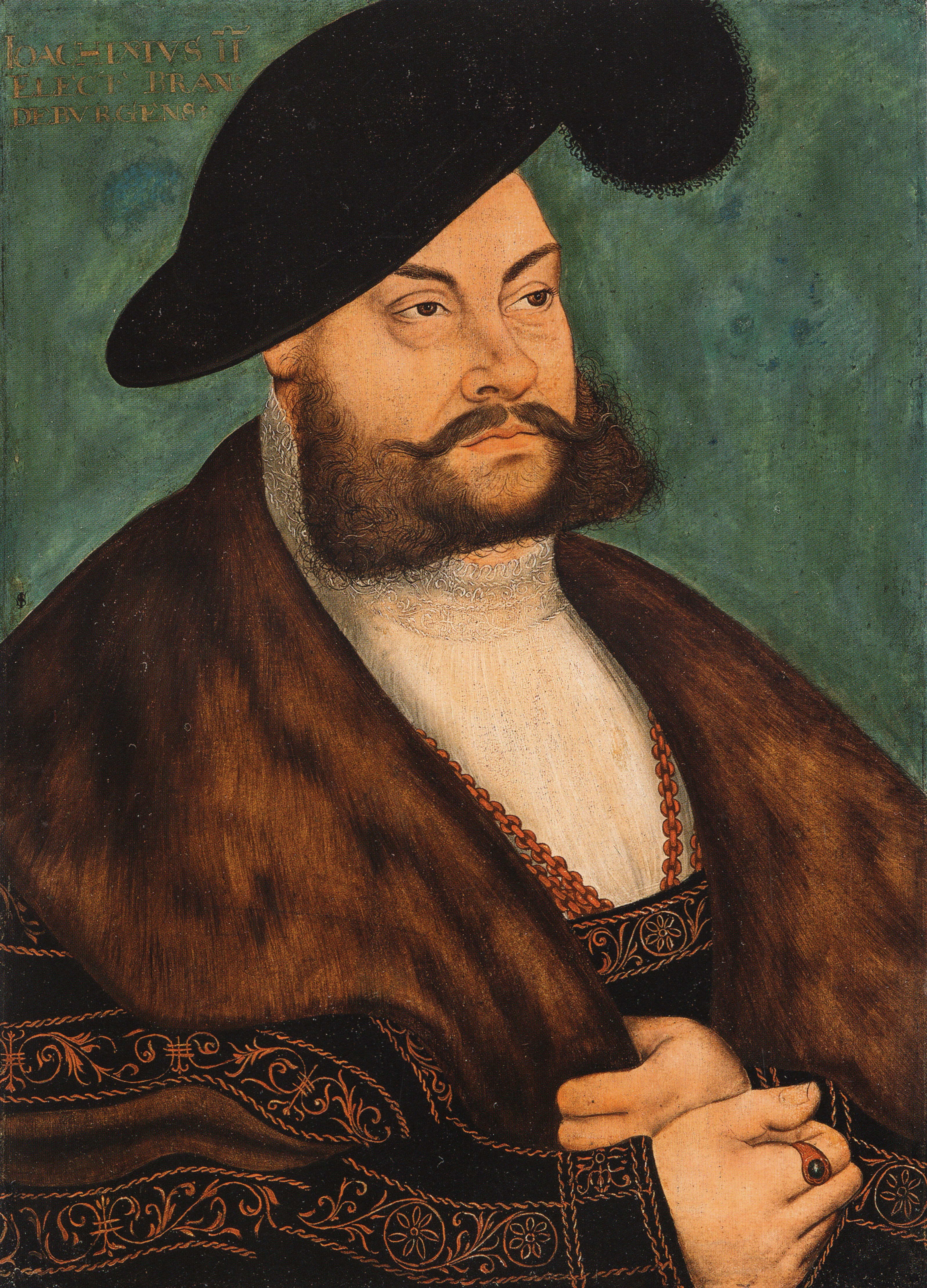
Kurfiřt Jáchym II. Hektor Braniborský, Lucas Cranach starší

Jeho otec, Jáchym Nestor, s ním podepsal dědickou smlouvu, v níž Jáchym Hektor slíbil, že zůstane věrný katolické církvi. To mělo částečně pomoci mladšímu bratrovi Jáchyma Nestora, arcibiskupovi-kurfiřtovi Albrechtovi z Mohuče. Albrecht si vypůjčil obrovské částky od bankovního domu Fuggerů, aby zaplatil Svatému stolci za jeho povýšení na knížecí biskupství v Halberstadtu a za výjimku, která mu umožnila zastávat jak arcibiskupství Magdeburské, tak arcibiskupství Mohučské.
Jáchym Nestor, který spolufinancoval toto nahromadění úřadů, souhlasil s tím, aby Albrecht získal tyto náklady prodejem odpustků svým poddaným. Jáchymův soused, Jan Fridrich I. Saský, zakázal prodej odpustků, nejen protože Albrecht překonal jeho kandidáta na mohučský stolec, ale poté, co se nechal přesvědčit svým poddaným Martinem Lutherem, také z principu. Splacení dluhu Fuggerům tedy záviselo na prodeji odpustků katolickým věřícím pouze v Braniborsku. Pokud by s tím Jáchym Hektor nesouhlasil, pravděpodobně by byl vyřazen z dědictví.
Jeho první manželkou byla Magdalena Saská z vévodské albertinské linie Wettinů. Ta zemřela po porodu sedmého dítěte v roce 1534.
V roce 1535 se oženil s Hedvikou Jagellonskou, nejstarší dcerou polského krále Zikmunda I. Protože byla Jagellonská dynastie katolická, slíbil Jáchym II. Zikmundovi, že nebude Hedviku nutit do změny vyznání.
Se smrtí svého otce (1535) a tchána (1548) s začal Jáchym Hektor pozvolna obracet k protestantské reformaci. 1. listopadu obdržel v kostele sv. Mikuláše ve Spandau podobojí, což byl čin, který naznačoval určitou míru sympatií s novými náboženskými myšlenkami. Výslovně však Jáchym nepřijal luteránství až do roku 1555, aby se vyhnul otevřené konfrontaci se svým spojencem císařem Karlem V. Předtím Jáchym vyhlásil konzervativní církevní řád, který byl v doktríně luteránský, ale zachoval si mnoho tradičních náboženských institucí a zachovávání, jako je episkopát, velká část mší v latině, náboženské hry a svátky.
Na počátku roku 1531, na shromáždění císařských knížat Svaté říše římské ve Frankfurtu nad Mohanem odhalil luteránský mluvčí Philipp Melanchthon shromážděným knížatům (mezi nimi byl i Jáchym), že protižidovské pogromy z roku 1510 v Braniborsku byly založeny na předstíraném znesvěcení hostie. Tento pogrom měl za následek vyhnání Židů z Braniborska. Židovský obhájce Josel von Rosheim, který byl také přítomen, soukromě prosil Jáchyma, aby Židům umožnil znovu se usadit v Braniborsku. Jáchym 25. června 1539 jeho žádosti vyhověl.
Jáchym miloval lov nejen osobně, ale také utrácel velké sumy za živé lvy, medvědy, vlky a další šelmy, které sváděl k vzájemnému boji. Během deseti let udržoval na svém dvoře nejméně jedenáct alchymistů. Kvůli těmto a dalším extravagancím, ačkoli Jáchym I. nechal finance země v uspokojivém pořádku, měl Jáchym II. v roce 1540 dluh přes 600 000 tolarů, které se pokusil splatit konfiskací církevního majetku a zvýšením daní.
Jáchymova manželka Hedvika byla dcerou Barbory Zápolské, jejíž bratr Jan Zápolský si po smrti Ludvíka Jagellonského v roce 1526 v bitvě u Moháče nárokoval uprázdněný uherský trůn. Jáchym však podporoval nároky Ferdinanda Habsburského. V roce 1541 Jáchym Ferdinandovi pomáhal proti Osmanům při obléhání Budína. Vedl armádu rakouských, uherských, německých, českých, italských a dalmatských vojáků, kurfiřt však nebyl ostřílený válečník nakonec musel ustoupit. V roce 1542 byl znovu poražen Osmany při obléhání Pešti.
V roce 1545 Jáchym pořádal slavnostní dvojitou svatbu svých dvou dětí, Jana Jiřího a Barbory. Brali si Žofii, a Jiřího, potomky Piastovce Fridricha II. Lehnického.
Jáchym byl nevlastním švagrem polského krále Zikmunda II. V roce 1569 zaplatil Zikmundovi za vykonavatelskou listinu, která učinila Jáchyma a jeho potomky dědici Pruského vévodství v případě vymření pruské linie Hohenzollernů.
Jáchym Hektor zemřel 3. ledna 1571 ve věku 65 let na zámku Köpenick.

## Manželství a potomci
6. listopadu 1524 se devatenáctiletý Jáchym Hektor v Drážďanech oženil s o dva roky mladší Magdalenou Saskou, dcerou vévody Jiřího. Za deset let manželství se páru narodilo sedm dětí:
- Jan Jiří Braniborský (11. září 1525 – 8. ledna 1598), braniborský markrabě a kurfiřt,
⚭ 1545 Žofie Lehnická (1525–1546)
⚭ 1548 Sabina Braniborsko-Ansbašská (12. května 1529 – 2. listopadu 1575)
⚭ 1577 Alžběta Anhaltsko-Zerbstská (15. září 1563 – 8. listopadu 1607)
- Barbora Braniborská (10. srpna 1527 – 2. ledna 1595), ⚭ 1545 Jiří II. Břežský (18. července 1523 – 7. května 1586), lehnicko-břežský kníže
- Alžběta Braniborská (1528–1529)
- Fridrich Braniborský (12. prosince 1530 – 2. října 1552), kníže-arcibiskup v Magdeburgu a kníže-biskup v Halberstadtu
- Albrecht Braniborský (*/† 1532)
- Jiří Braniborský (*/† 1532)
- Pavel Braniborský (*/† 1534)

V roce 1535, rok po Magdalenině smrti, se Jáchym Hektor oženil s dvaadvacetiletou Hedvikou Jagellonskou, nejstarší dcerou polského krále Zikmunda I. S ní měl Jáchym dalších pět potomků:
- Alžběta Magdaléna Braniborská (6. září 1537 – 22. srpna 1595), ⚭ 1559 František Ota Brunšvicko-Lüneburský (1530–1559)
- Zikmund Braniborský (2. prosince 1538 – 14. září 1566), kníže-arcibiskup v Magdeburgu a kníže-biskup v Halberstadtu
- Hedvika Braniborská (23. února 1540 – 21. října 1602), ⚭ 1560 Julius Brunšvicko-Lüneburský (29. června 1528 – 3. května 1589)
- Žofie Braniborská (14. prosince 1541 – 27. června 1564), ⚭ 1561 Vilém z Rožmberka (10. března 1535 – 31. srpna 1592)
- Jáchym Braniborský (1543–1544)

## Vývod z předků
|                               |                              |  |                     |                                         |  |  |  |  |  |  |  | Fridrich I. Braniborský |
|                               |                              |  |                     |                                         |  |  |  |  |  |  |  |                         |
|                               | Albrecht III. Achilles       |  |                     |                                         |  |  |  |  |  |  |  |                         |
|                               |                              |  |                     |                                         |  |  |  |  |  |  |  |                         |
|                               |                              |  |                     | Alžběta Bavorská                        |  |  |  |  |  |  |  |                         |
|                               |                              |  |                     |                                         |  |  |  |  |  |  |  |                         |
|                               | Jan Cicero Braniborský       |  |                     |                                         |  |  |  |  |  |  |  |                         |
|                               |                              |  |                     |                                         |  |  |  |  |  |  |  |                         |
|                               |                              |  |                     | Jakub Bádenský                          |  |  |  |  |  |  |  |                         |
|                               |                              |  |                     |                                         |  |  |  |  |  |  |  |                         |
|                               | Markéta Bádenská             |  |                     |                                         |  |  |  |  |  |  |  |                         |
|                               |                              |  |                     |                                         |  |  |  |  |  |  |  |                         |
|                               |                              |  |                     | Kateřina Lotrinská                      |  |  |  |  |  |  |  |                         |
|                               |                              |  |                     |                                         |  |  |  |  |  |  |  |                         |
|                               | Jáchym I. Nestor Braniborský |  |                     |                                         |  |  |  |  |  |  |  |                         |
|                               |                              |  |                     |                                         |  |  |  |  |  |  |  |                         |
|                               |                              |  |                     | Fridrich I. Saský                       |  |  |  |  |  |  |  |                         |
|                               |                              |  |                     |                                         |  |  |  |  |  |  |  |                         |
|                               | Vilém III. Saský             |  |                     |                                         |  |  |  |  |  |  |  |                         |
|                               |                              |  |                     |                                         |  |  |  |  |  |  |  |                         |
|                               |                              |  |                     | Kateřina Brunšvicko-Lüneburská          |  |  |  |  |  |  |  |                         |
|                               |                              |  |                     |                                         |  |  |  |  |  |  |  |                         |
|                               | Markéta Saská                |  |                     |                                         |  |  |  |  |  |  |  |                         |
|                               |                              |  |                     |                                         |  |  |  |  |  |  |  |                         |
|                               |                              |  |                     | Albrecht II. Habsburský                 |  |  |  |  |  |  |  |                         |
|                               |                              |  |                     |                                         |  |  |  |  |  |  |  |                         |
|                               | Anna Habsburská              |  |                     |                                         |  |  |  |  |  |  |  |                         |
|                               |                              |  |                     |                                         |  |  |  |  |  |  |  |                         |
|                               |                              |  |                     | Alžběta Lucemburská                     |  |  |  |  |  |  |  |                         |
|                               |                              |  |                     |                                         |  |  |  |  |  |  |  |                         |
| Jáchym II. Hektor Braniborský |                              |  |                     |                                         |  |  |  |  |  |  |  |                         |
|                               |                              |  |                     |                                         |  |  |  |  |  |  |  |                         |
|                               |                              |  | Dětřich Oldenburský |                                         |  |  |  |  |  |  |  |                         |
|                               |                              |  |                     |                                         |  |  |  |  |  |  |  |                         |
|                               | Kristián I. Dánský           |  |                     |                                         |  |  |  |  |  |  |  |                         |
|                               |                              |  |                     |                                         |  |  |  |  |  |  |  |                         |
|                               |                              |  |                     | Helvig Holštýnsko-Rendsburská           |  |  |  |  |  |  |  |                         |
|                               |                              |  |                     |                                         |  |  |  |  |  |  |  |                         |
|                               | Jan I. Dánský                |  |                     |                                         |  |  |  |  |  |  |  |                         |
|                               |                              |  |                     |                                         |  |  |  |  |  |  |  |                         |
|                               |                              |  |                     | Jan Braniborsko-Kulmbašský              |  |  |  |  |  |  |  |                         |
|                               |                              |  |                     |                                         |  |  |  |  |  |  |  |                         |
|                               | Dorotea Braniborská          |  |                     |                                         |  |  |  |  |  |  |  |                         |
|                               |                              |  |                     |                                         |  |  |  |  |  |  |  |                         |
|                               |                              |  |                     | Barbora Sasko-Wittenberská              |  |  |  |  |  |  |  |                         |
|                               |                              |  |                     |                                         |  |  |  |  |  |  |  |                         |
|                               | Alžběta Dánská               |  |                     |                                         |  |  |  |  |  |  |  |                         |
|                               |                              |  |                     |                                         |  |  |  |  |  |  |  |                         |
|                               |                              |  |                     | Fridrich II. Saský                      |  |  |  |  |  |  |  |                         |
|                               |                              |  |                     |                                         |  |  |  |  |  |  |  |                         |
|                               | Arnošt Saský                 |  |                     |                                         |  |  |  |  |  |  |  |                         |
|                               |                              |  |                     |                                         |  |  |  |  |  |  |  |                         |
|                               |                              |  |                     | Markéta Habsburská                      |  |  |  |  |  |  |  |                         |
|                               |                              |  |                     |                                         |  |  |  |  |  |  |  |                         |
|                               | Kristina Saská               |  |                     |                                         |  |  |  |  |  |  |  |                         |
|                               |                              |  |                     |                                         |  |  |  |  |  |  |  |                         |
|                               |                              |  |                     | Albrecht III. Bavorský                  |  |  |  |  |  |  |  |                         |
|                               |                              |  |                     |                                         |  |  |  |  |  |  |  |                         |
|                               | Alžběta Bavorská             |  |                     |                                         |  |  |  |  |  |  |  |                         |
|                               |                              |  |                     |                                         |  |  |  |  |  |  |  |                         |
|                               |                              |  |                     | Anna Brunšvicko-Grubenhagensko-Einbecká |  |  |  |  |  |  |  |                         |
|                               |                              |  |                     |                                         |  |  |  |  |  |  |  |                         |